# Aragua bistonaria
Aragua bistonaria är en fjärilsart som beskrevs av Pieter Cornelius Tobias Snellen 1874. Aragua bistonaria ingår i släktet Aragua och familjen mätare. Inga underarter finns listade i Catalogue of Life.